# Лисица (фильм)
«Лисица» (англ. The Vixen) — немая черно-белая драма 1916 года. Фильм считается утерянным.

## Сюжет
Распущенная самовлюбленная нимфоманка Элси Драммонд — или, как её называют, Лисица, — получает удовольствие, раз за разом расстраивая личную жизнь своей сестры Хелен. Когда Хелен влюбляется в успешного дельца с Уолл-стрит Мартина Стивенса, Элси применяет свои чары и отбивает его у сестры. Вскоре брат девушек, бездельник Чарли Драммонд, разоряет Стивенса, и Элси не раздумывая бросает обедневшего любовника. Затем она отбивает у Хелен ещё одного поклонника — молодого политика Ноулза Мюррея, — выходит за него замуж и уезжает с супругом в Париж, оставив на попечение сестры их отца-алкоголика.
Проходит шесть лет. Мюрреи переезжают в Вашингтон, где Элси, успевшая стать матерью, возобновляет знакомство со вновь разбогатевшим Стивенсом. Ноулз пытается уличить жену в измене, но добрая Хелен, чтобы защитить племянников, обеспечивает свою беспутную сестру алиби. В итоге Стивенсу открывается истинная сущность Лисицы, и он, несмотря на её уловки, женится на Хелен.

## Интересные факты
- Копия картины, равно как и большинство фильмов с участием Теды Бары, сгорела во время пожара на киностудии Fox Film.

## В ролях
- Теда Бара — Элси Драммонд
- Мэри Г. Мартин — Хелен Драммонд
- Карл Джерард — Чарли Драммонд
- Герберт Хейес — Ноулз Мюррей